# Dombe Grande
Dombe Grande é uma vila e comuna angolana que pertence ao município de Baía Farta, na província de Benguela.
Antes da explosão da Guerra Civil Angolana, a vila e seus arredores conservavam imensas áreas produtivas de cana-de-açúcar, uma das maiores de Angola. A produção era tão grande que justificou e financiou a construção do Caminho de Ferro do Cuio, de ligação do Dombe com o porto da vila do Cuio. A guerra pôs fim às lavouras e destruiu a ferrovia, levando o Dombe ao ostracismo económico.
A produção agrícola e o fornecimento de água doce do Dombe Grande são garantidos pelo importante rio Coporolo. Isso se dá porque durante as cheias o rio deposita ricos sedimentos, um importante húmus que faz com que o leito do Coporolo fique extremamente fértil e propício aos cultivos agrícolas.